# Death Wish 4
Death Wish 4 hay Death Wish IV (tựa đầy đủ là Death Wish 4: The Crackdown, tựa tiếng Việt: Điều ước tử thần 4: Trừng trị) là một bộ phim hành động - tội phạm Mỹ năm 1987 và là phần thứ tư của loạt phim Death Wish. Nhân vật trung tâm của phim là Paul Kersey do nam diễn viên Charles Bronson thủ vai. J. Lee Thompson trở thành đạo diễn của phần này thay cho Michael Winner - đạo diễn ba phần phim trước, đã tuyên bố rút lui khỏi dự án phim vì mâu thuẫn với Bronson trong vấn đề kịch bản. So với ba phần trước thì phần này doanh thu sụt giảm đáng kể cộng với cuộc khủng hoảng tài chính nổ ra khiến hãng phim Cannon tuyên bố chấm dứt việc sản xuất loạt phim Death Wish tại đây. Phần kế tiếp được sản xuất vào năm 1994 bởi hãng phim 21st Century Film Corporation.
Cũng như phần đầu tiên của loạt phim, phần này cũng có một phiên bản làm lại là phim Mohra do Bollywood (điện ảnh Ấn Độ) sản xuất với cốt truyện tương tự.

## Nội dung
Sau những sự kiện ở phần phim trước, Paul Kersey cảm thấy quá mệt mỏi với việc săn lùng tội phạm nên đã tính chuyện rửa tay gác kiếm để có cuộc sống ổn định. Ông trở lại Los Angeles và sau đó hẹn hò với Karen Sheldon - một nữ phóng viên góa bụa có một cô con gái tên Erica đang tuổi thiếu niên. Erica vốn là một cô gái nổi tiếng ăn chơi trác táng. Cô cùng với người bạn trai Randy Viscovich có quen biết với hai người đàn ông lạ mặt ở một khu vui chơi là JoJo Ross và Jesse Winters. Một ngày nọ, Erica cùng với Randy sử dụng cocain. Kết quả là Erica bất ngờ lên cơn sốc thuốc và đột tử còn Randy sợ hãi bỏ trốn. Cái chết của Erica khiến Karen rất đau khổ. Paul thấu hiểu nỗi đau mất con của cô như chính ông đã từng nên quyết định sẽ làm rõ thực hư về cái chết của Erica. Ông biết được vào hôm trước khi chết, Erica đã đi cùng với Randy nên bí mật theo dõi anh. Cuối cùng ông phát hiện ra anh đang đi đến khu vui chơi giải trí - nơi thường diễn ra các vụ mua bán trái phép cocain từ các băng đảng tội phạm. Tại đây ông vô tình nghe được cuộc trò chuyện giữa Randy và JoJo - người đàn ông đã bán cocain cho Randy và Erica. Trong cuộc trò chuyện, Randy cho biết anh cảm thấy bị ám ảnh bởi cái chết của Erica và nói sẽ đi đầu thú. Lo sợ Randy đi đầu thú sẽ phá hỏng chuyện làm ăn, JoJo đã ra tay sát hại Randy. Lập tức Paul chạy ra và truy đuổi JoJo. Paul rút súng bắn JoJo khiến hắn ngã xuống băng chuyền điện của hệ thống xe điện đụng và hắn bị điện giật chết.
Trở về nhà, Paul nhận được cuộc điện thoại từ một người đàn ông lạ mặt xưng là Nathan White. Nathan nói rằng Erica chết là do bị sốc thuốc khi chơi cocain quá liều và muốn giúp Paul trả thù bằng cách tiêu diệt các băng đảng buôn cocain. Nathan nói có hai băng đảng buôn cocain khét tiếng nhất là băng của Ed Zacharias và băng của hai anh em nhà Romero: Jack và Tony. Paul chấp nhận và Nathan cung cấp vũ khí và thông tin cho ông. Trong lúc này sở cảnh sát Los Angeles đã cử hai viên thanh tra Sid Reiner và Phil Nozaki điều tra về những vụ thảm sát các băng đảng tội phạm mà họ nghi ngờ do Paul gây ra.
Paul bí mật xâm nhập dinh thự của Ed Zacharias. Sau khi nghe lén điện thoại, Paul chứng kiến Ed hành quyết một tên thuộc hạ vì dám qua mặt hắn đánh cắp lượng cocain vận chuyển từ Nam Mỹ. Paul sau đó bị Ed phát hiện. Hắn ra lệnh cho Paul cùng với Al Arroyo - một tên thuộc hạ khác của hắn phi tang xác chết. Ed bí mật ra hiệu cho Al giết Paul ngay sau khi phi tang xong nhưng điều này đã bị Paul phát hiện. Paul giết chết Al ngay sau đó rồi bỏ trốn.
Paul tiếp tục kế hoạch trừ khử băng đảng của Ed. Ông giết chết ba tên sát thủ giỏi nhất của Ed bằng thuốc nổ giấu trong chai rượu. Sau đó ông đụng độ với Frank Bauggs - tên thuộc hạ thân tín của anh em nhà Romero. Paul dùng vỏ chai đánh mạnh vào đầu Bauggs khiến hắn bị choáng rồi rơi từ tầng căn hộ xuống đường và tử vong. Nhờ thông tin của Nathan cung cấp, Paul đột nhập vào khu sản xuất cocain của Ed tại một bến cảng. Sau khi giết 8 tên lính canh, Paul đặt bom cho nổ tung xưởng cocain. Cùng lúc này Paul phát hiện Phil Nozaki là tay thanh tra biến chất đã nhận tiền bảo kê cho Ed. Paul giết chết Phil ngay tại công ty của ông. Sau đó Paul dùng mưu kế nhử Ed và anh em nhà Romero vào bẫy. Ông tạo hiện trường giả khiến hai băng đảng nghi ngờ và nổ súng tiêu diệt lẫn nhau. Cuộc đấu súng diễn ra tại khu mỏ dầu khiến khu mỏ phát nổ giết chết hai anh em nhà Romero, còn Ed bị Paul bắn chết bằng khẩu Ruger Mini-14. Nathan chúc mừng Paul lập chiến công tiêu diệt hai băng đảng tội phạm lớn và cho người mời ông lên một chiếc xe. Lúc lên xe, Paul bất ngờ phát hiện trong xe có bom nên thoát ra kịp thời. Sau đó ông biết được rằng Nathan thực chất cũng là một tên trùm buôn cocain như Ed và anh em nhà Romero. Vì muốn độc chiếm thị trường cocain, Nathan đã mượn tay Paul để trừ khử hai băng đảng đối lập này. Nathan cử hai tên sát thủ cải trang thành cảnh sát đến áp giải Paul lên xe bí mật trừ khử ông. Nhưng Paul đã sớm phát hiện hai tên cảnh sát giả mạo và bỏ trốn sau khi hạ gục chúng.
Không giết được Paul, Nathan tức giận bắt cóc Karen làm mồi nhử ông. Thanh tra Reiner xuất hiện ngay tại nhà của Paul và muốn giết ông để trả thù cho Phil - người bạn thân của Reiner, bất chấp lời giải thích của Paul rằng Phil là tay cảnh sát biến chất. Cuộc tranh cãi diễn ra và Paul đã đánh Reiner bất tỉnh. Sau đó ông đem theo khẩu súng trường M16 có lắp phóng lựu M203 đến tòa nhà White - nơi mà Karen đang bị Nathan bắt giữ. Tại đây ông đã dùng chiếc xe của mình làm mồi nhử giết hết các thuộc hạ của Nathan. Paul đối mặt với Nathan tại sân trượt Patin khi hắn đang giữ Karen. Karen cố trốn thoát, Nathan rút khẩu Uzi bắn chết cô. Chứng kiến Karen bị sát hại, quá đau buồn nhân lúc Nathan hết đạn, Paul dùng phóng lựu M203 tiêu diệt hắn. Reiner đến hiện trường và yêu cầu Paul hãy đầu hàng nếu không sẽ nổ súng. Paul đáp: "Hãy làm bất cứ điều gì anh phải làm". Reiner chấp nhận để Paul ra đi.

## Diễn viên
- Charles Bronson vai Paul Kersey: Một kiến trúc sư có vợ bị giết và con gái bị hãm hiếp bởi bọn tội phạm, ông quyết định sẽ diệt trừ các băng đảng tội phạm để trả thù.
- Kay Lenz vai Karen Sheldon: Nữ phóng viên có cô con gái chết vì sốc cocain và là người yêu của Paul. Cô bị Nathan giết chết khi đang cố gắng trốn thoát khỏi hắn.
- Dana Barron vai Erica Sheldon: Cô con gái của Karen, có tính cách ăn chơi phóng khoáng. Cô chết vì sốc thuốc khi sử dụng cocain quá liều. Cái chết của Erica khiến mẹ cô Karen rất đau khổ.
- George Dickerson vai Sid Reiner: Là viên thanh tra của sở cảnh sát LA.
- Soon-Tek Oh vai Phil Nozaki: Là viên thanh tra biến chất của sở cảnh sát LA. Hắn bị Paul giết khi đụng độ ở công ty của ông.
- John P. Ryan vai Nathan White: Một tên trùm buôn cocain rất cáo già và xảo quyệt. Hắn bị Paul giết bằng khẩu phóng lựu M203.
- Perry Lopez vai Ed Zacharias: Một tên trùm buôn cocain và là đối thủ của Nathan White. Hắn bị Paul giết bằng khẩu Ruger Mini-14 trong cuộc giao chiến ở khu mỏ dầu.
- Mike Moroff và Dan Ferro lần lượt thủ vai Jack Romero và Tony Romero: Là hai anh em đứng đầu băng đảng Romero, cả hai chết trong vụ nổ ở khu mỏ dầu trong lúc giao tranh.
- Jesse Dabson vai Randy Viscovich
- Danny Trejo vai Art Sanella
- Daniel Sabia vai Al Arroyo
- David Fonteno vai Frank Bauggs
- Hector Mercado vai JoJo Ross
- Tim Russ vai Jesse Winters